# Ulaid
Els ulaid (irlandès antic, pronunciació irlandesa: [ˈʊləðʲ]) o ulaidh (gaèlic irlandès, pronunciació irlandesa: [ˈʊləɣʲ]) foren un poble de l'antiga Irlanda que donà el seu nom a l'actual província d'Ulster (irlandès modern: Cúige Uladh, pronunciació irlandesa: [/ˈkuːiɡʲə ˈʊləɣ/], que vol dir "cinquena part de l'Ulaidh"). La primera part del nom Ulster ve d'Ulaidh; l'última part del nom ("ster") ve tant de l'acabament del genitiu saxó -s i l'irlandès tír (Ulaidhs tír) o del nòrdic antic staðr, que vol dir "terra" o "territori".
En els texts medievals també hi ha referències als Clanna Rudraige (pronunciació moderna: Clanna Rudhraighe, anglesització: Clanna Rury) que vol dir "descendents de Rudraige". En el cicle d'Ulster de la mitologia irlandesa és anomenat An Rúraíocht.

## Història del nom
Ulaid és un nom plural, cosa que l'identifica més com a etnònim que com una indicació geogràfica. Aquests Ulaid corresponen possiblement als Ούολουντοι (Uoluntii o Voluntii en llatí) mencionats per Claudi Ptolemeu en el segle ii en la seva Geographia, probablement una corrupció d'Ούλουτοι (Uluti). El nom d'aquest poble deriva probablement d'ul, "barba". El consens acadèmic general apunta que aquests Ulaid estaven emparentats amb els anomenats Érainn, almenys llurs famílies reials, els Clanna Dedad, encara que no necessàriament la població. T. F. O'Rahilly creia fermament que els Ulaid eren una branca actual dels Érainn. En qualsevol cas, sí que estaven relacionats amb els Ulaid era el poble conegut com els Dáirine, nom que designaca a la reialesa dels Érainn, i que derivava dels Darini de Ptolemeu.

## Troballes
Encara que Francis John Byrne descriu els pocs artefactes de la Tène descoberts a Irlanda com "força escassos", la majoria dels artefactes (majoritàriament armes i peces d'arnès) s'han trobat al nord d'Irlanda, el que suggereix que petits grups de colons (guerrers i treballadors de metalls) hi arribaren des de Britànnia en el segle iii aC, i que podien haver estat absorbits per la població Ulaid.

## Territoris

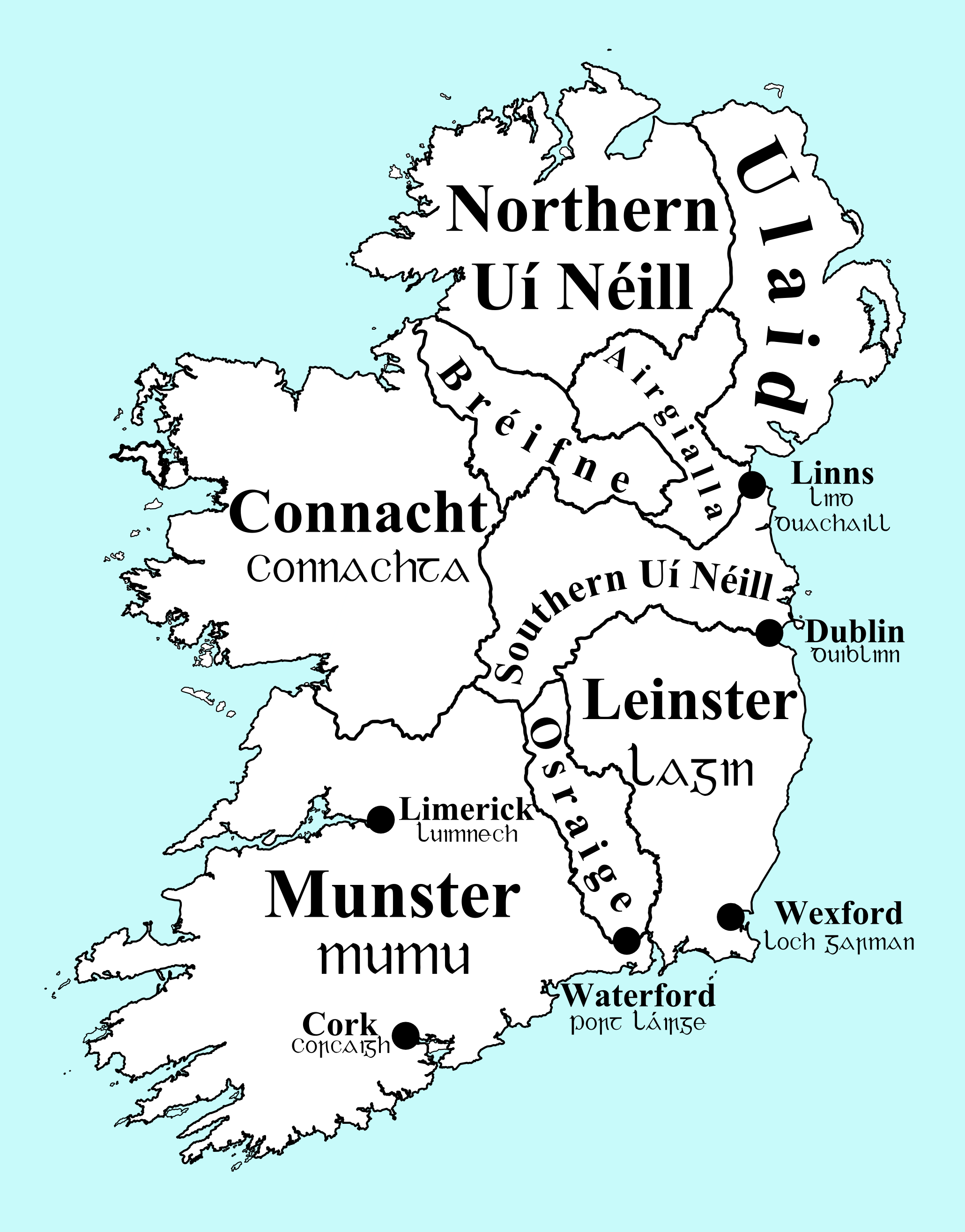
Divisió d'Irlanda cap al 900, amb la zona dels Ulaid en aquells moments

L'ús de la paraula cuige, primitiu cóiced, literalment "cinquena", amb el significat de "província", implica l'existència d'una pentarquia en algun moment de la prehistòria d'Irlanda, habitades aquestes parts per pobles com els Ulaid, els Connachta (Connacht) i els Laigin (Leinster), la regió de Mumu (Munster), i la província central de Mide. En el seu moment d'esplendor, el territori Ulaid aconseguia les riberes del Boyne pel sud i les terres de Leitrim a l'oest. No obstant això, aquesta pentarquia ja havia desaparegut en el segle v, quan disposem de les primeres fonts històriques. Els Ulaid encara controlaven un important territori als comtats d'Antrim, i Louth, encara que les fronteres eren força canviants.
La seva principal dinastia eren els Dál Fiatach, amb el seu centre a Downpatrick, Comtat de Down. El nom Ulaid va adquirir un sentit geogràfic addicional, de manera que el terme rí Ulad, "rei dels Ulaid", podria designar al rei de Dál Fiatach, o al rei suprem del nord-est, molts dels quals procedien de dinasties Cruithne com els Dál nAraide i els Uí Echach Cobo (els Dál nAraide van arribar a reivindicar-se en les seves alterades geneaologies com na fir Ulaid, "els autèntics Ulaid"). La resta de l'antiga província va caure en mans de les dinasties d'Airgíalla i de les branques septentrionals dels Uí Néill. Els Ulaid com a grup ètnic diferenciat, representat principalment pels Dál Fiatach, van sobreviure fins a la conquesta normanda de 1177, encapçalada per l'anglonormand John de Courcy.

## Genealogia

### Descendència
Els genealogistes medievals irlandesos traçaven la descendència dels Ulaid des del llegendari Rei Suprem Rudraige mac Sithrigi. Els Ulaid protagonitzen diverses llegendes i tradicions històriques irlandeses corresponents a l'època prehistòrica, especialment el conjunt de relats i sagues conegudes com a Cicle de l'Ulster. Aquestes històries es desenvolupen durant el regnat de Conchobar mac Nessa, qui va governar l'Ulster des de la seva capital d'Emain Macha (Navan Fort, prop d'Armagh) i relaten els enfrontaments amb els Connachta de Connacht, governats per la reina Medb i el seu espòs Ailill mac Máta. El gran heroi Cú Chulainn, nebot de Conchobar és el principal heroi d'aquestes sagues, que aconsegueixen el seu clímax en la història coneguda com a Táin Bó Cúailnge, "El robatori del bestiar de Cooley".
En algunes d'aquestes històries es fa coincidir les dates de naixement i defunció del rei amb les de Crist, la qual cosa crea un aparent anacronisme, ja que els Connachta històrics van ser un grup de tribus descendents de Conn Cétchathach (Conn el de les Cent Batalles), un Rei Suprem d'Irlanda el regnat del qual se situa en el segle ii de la nostra era. No obstant això, la cronologia que figura en les antigues tradicions històriques irlandesos sol ser inconsistent i artificial. Un antic relat convertwiz Fergus mac Léti, predecesaor de Conchobar, en contemporani de Conn, i en una obra sobre la vida de Sant Patrici escrita per Tírechán en el segle vii, consta que Cairbre Nia Fer, gendre de Conchobar a les sagues, va viure cent anys abans que el sant (segle iv.

### Orígens
Kenneth Jackson, basant-se en les seves estimacions sobre la supervivència de la tradició oral, ha suggerit igualment que el Cicle de l'Ulster s'hauria originat al segle iv. Altres experts, seguint les tesis de T. F. O'Rahilly, proposen que les sagues del Cicle de l'Ulster deriven de les guerres que van tenir lloc als segles IV i segle v entre els Ulaid de l'Ulster, els Connachta de Connacht i les emergents dinasties dels Uí Néill (família que descendia en última instància dels Connachta a través de Niall dels nou ostatges), al final de les quals, el territori dels Ulaid es va reduir considerablement després del naixement dels regnes d'Airgialla (Oriel), Tyrconnell i Tirowen.
La història tradicional assenyala als Tres Collas, tres retataranets de Conn com els principals impulsors d'aquests fets. Els tres Collas, després de derrotar el rei Ulaid Fergus Foga a Achad Lethderg (Comtat de Monaghan), van conquistar tot el territori Ulaid a l'oest del riu Newry i del Lough Neagh, i van incendiar Emain Macha, on ja no va tornar a regnar cap Ulaid. Els Annals dels quatre mestres situen aquests fets l'any 331. O'Rahilly i els seus seguidors, creuen que els Collas serien els àlter ego literaris dels fills de Niall Noígiallach, epònim fundador dels Uí Néill, que haurien estat els autèntics conqueridors d'Emain al segle v.

### Ascendència
Cal assenyalar que els reis de Tara citats en el Cicle de l'Ulster són els parents dels Ulaid, els Érainn, i apareixen retratats de manera simpàtica, especialment Conaire Mór. En aquella època ni els Connachta ni els Uí Néill havien aconseguit el tron. Tara va ser posteriorment ocupada pels Laigin, conjunt de tribus que habitaven Leinster i que apareixen d'alguna forma vinculats als Connachta en el Cicle. D'altra banda, els Érainn, regits per Cú Roí, habitaven les distants terres de Munster i, encara que enemics a mort dels Ulaid, generalment se'ls tracta amb un interès i simpatia poc usuals.